# Гараи, Ласло
Ласло Гараи (венг. Garai László) род. 29 августа 1935, Будапешт) — венгерский учёный, психолог-теоретик, исследователь проблем социальной и экономической психологии, д-р наук, профессор-основатель Кафедры экономической психологии Университета г. Сегеда (Венгрия) и Университета г. Ниццы (Франция).

## Биография
Свой диплом психолога и философа Ласло Гараи получил (1959) на Факультете словесности Будапештского университета. Канд. диссертация (1968) о специфически человеческой фундаментальной потребности (Динамика личности и обществанное бытие, АкадемИздат). Докт. диссертация (1988) о социальной идентичности и о парадоксах её психической обработки (Эссе о социальной идентичности, Венгерская Центральная Библиотека).
Супруга Л. Гараи: Маргит Кечки, канд. психологических наук (бывшая аспирантка А. Н. Леонтьева).

## Преподавание
После преподавания теоретической психологии в МГУ (1969), социальной психологии в Университете г. Ниццы (Франция, начиная от 1981-го г.) и экономической психологии в Государственном университете штата Калифорния (США, 1990) Л. Гараи вернулся в Венгрию, где создал Кафедру экономической психологии в Университете г. Сегеда (ранее: Унив. им. Аттилы Иожефа), заведовал той кафедрой (1997—2000) и Докторской школой Экономического факультета (1997—2005), созданной им же.

## Научно-исследовательская работа
Свою карьеру Ласло Гараи начал в венг. Академиздате как редактор Сектора Энциклопедии (1959—1961). После аспирарантуры (1961—1964), обучаясь в которой он стал исследовать специфически человеческие потребности, Гараи стал научным сотрудником Инст. философии ВАН (1964—1971), где и завершил это своё первое исследование. Приглашён в рамках гранта Келдыша в Институт истории естествознания и техники АН СССР, где он проводил исследования в Секторе научных открытий (1969—1970).
В Институте психологии ВАН он создал (в 1970 г.) Сектор психологии личности, который под его заведованием (до 1979 г.) стал первым в Венгрии научно-исследовательским центром по экономической психологии и Центром выготскианских теоретических исследований. Он работал в Европейской лаборатории по социальной психологии (Париж, 1971-й, 1973-й и 1977-й годы). Состоял (1991—1994) членом Консультативного совета министра финансов. Руководил (1994—2005) работами по экономической психологии, поддерживаемыми Венгерским научно-исследовательским фондом.

## Избр. публикации
На русском языке
О теориях деятельности: диалог о том, чем они богаты и чего в них недостаёт / соавтор: В. А. Лекторский /. Вопросы философии. 2015:2. — С. 25-37
Две_парадигмы_в_культурно-исторической_теории: Предметная_деятельность_и_историческая_идентичность.
Теоретическая психология: Выготскианские тексты.
Диада Выготского и четвериада Рубинштейна — Интервью с Ласло Гараи / беседовал Б. И. Пружинин /. Вопросы философии. 2010:12. — С. 36-43
O значении и его мозговом аппарате: // Культурно-историческая психология. 2010. № 2.
«Нетипичный академик». Вопросы философии. 2005:1. 67-69.
О значении и мозге: Совместим ли Выготский с Выготским? In: Субъект, познание, деятельность: К семидесятилетию В. А. Лекторского. Москва: Канон+, 2002. 590—612.
Василий Давыдов и судьбы нашей теории. Вестник № 1998/5
Ещё один кризис в психологии! Возможная причина шумного успеха идей Л. C. Выготского (соавтор: Маргит Кечки). Вопросы философии. 1997:4. 86-96.
О психологическом статусе деятельности и социального отношения: К вопросу о преемственности между теориями Леонтьева и Выготского. (соавтор: Маргит Кечки). Психологический Журнал, 11:5. (1995) 17-26.
Психоэкономическая система большевистского типа. ПолИс. 1993:1. 72-76.
К вопросу о генезисе мышления в теории А. Н. Леонтьева (соавтор: Маргит Кечки). In: Koltsova V. A. and Oleinik I. N. (eds): Historical Way of Psychology: Past, Present, Future. Moscow. 1992.
О смене политической системы в Венгрии (Размышления социального психолога). Венгерский меридиан. 911. 69-79.
О понятии информации в исследовании живых систем. In: Философские проблемы биологии. М.: Изд. «Наука». 1973.
Истолкование потребностей в зарубежной психологии и проблемы мотивов научного труда. In: Ярошевский (ред.): Проблемы научного творчества в современной психологии. Москва: Изд. «Наука», 1971. 224—233.
Гипотеза о мотивации научного творчества. 13-й Международный конгресс по истории науки. СССР, Москва, 18-24-го августа 1971-го года. Москва: Изд. «Наука», 1971.
Исторический материализм и проблема личности.— Вопросы философии, 1968, № 9, с. 19-3ё
Историко-материалистический подход к проблеме специфически-человеческих потребностей. Вопросы психологии. 1966:3. 61-73.
На английском языке
Теоретическая и общая психология:
Personality dynamics and social existence [In Hungarian]; Budapest: Academic Press, 1969.
A hypothesis on the specifically human basic need (SHBN) about a structure that is isomorphic with a specifically human basic activity: the work as an activity of arranging in a structure ends and means and transferring that structure to various parts of its universe. The hypothesis is based on the Leontievian activity theory completed by a critical chapter about what is omitted from the Leontievian interpretation of Vygotsky («Social relation: Self-evidence or probleme?»).
Positivist and hermeneutic principles in Psychology (недоступная ссылка): Activity and social categorization (co-author: M. Kocski). Studies in Soviet Thought. 1991/1. 97-110.
About two complementary theories (a «What does he?» type theory and a "Who does it?: type theory) being given in Vygotsky’s heritage. The psychology gets disintegrated onto two hemi-sciences: one applying the positivistic methodology of natural sciences (experimentation) and another one that applies a «hermeneutic methodology of historical sciences» (interpretation). A Vygotskian methodology provides the possibility to reintegrate the psychology by dealing with «signs» and «tools» within the same structure)
The brain and the mechanism of psychosocial phenomena. Journal of Russian and East European Psychology. 31:6. 1994. 71-91.
Vygotskian implications: On the meaning and its brain.
A keynote paper at a conference dedicated to the 100th anniversary of L. Vygotsky. Moscow, 1996. A Russian version
Another crisis in the psychology: A possible motive for the Vygotsky-boom (co-author: M. Kocski). Journal of Russian and East European Psychology. 33:1. 82-94.
The invited lecture of the 3rd Activity Theory Congress (Moscow, 1995). Deals with disintegration of the psychology to a science based on experimentation according to the positivistic methodology of natural sciences, and another one founded on interpretation according to the hermeneutic methodology of historical sciences. Considers the possibilities to reintegrate the psychology by a Vygotskian methodology that would deal with signs and tools as functioning within the same structure.
Theoretical psychology.
Vygotskian writings
Социальная и историческая психология::
Vers une théorie psychoéconomique de l’identité sociale. Recherches Sociologiques. 1984. 313—335.
On the complementarity of socio-economic factors determining the more tolerant or the more ruthless manner of imposing valued models of social identity, and, on the other hand, psychosocial factors identifying positions in a system of distribution of means of reproduction.
Social Identity: Cognitive Dissonance or Paradox? New Ideas in Psychology. 4:3. 311—322.
On the cognitive dissonance as emerging between the social identity of persons and that of their acts. Paradoxical consequences of the two identities' double bind are analyzed: without doing A no one may pretend to the identity B and without being subjected to this law no one may pretend to the identity B either.
A psychosocial essay on identity (in Hungarian). Budapest: T-Twins, 1993. 231 p.
Deals with social categorization elaborating social identity and with the deformation of technically appropriate individual performances by an unconscious process making out of them markers of this categorization on the background of the paradoxes which make social categorization either impossible or unnecessary. Applies the presented psychosocial theory for a case study of the great Hungarian poet Attila József who’s both works, acts and diseases' symptoms including his suicide are analyzed as markers of his social categorization on the background of the paradoxes of his expulsion from his main reference group.
Экономическая и политическая психология::
Determining economic activity in a post-capitalist system. Journal of Economic Psychology. 1987. 77-90.
Contends that the main tendency of (both planned and market) post-capitalist system is considered to be the production of personal (and not only material) conditions of functioning of that system. That includes not only production of technical disposition to master things but also that of social disposition to master (or, at least, be superior to) other persons. These are as important organizing factors for an economic system producing its personal conditions as are value in use and value in exchange for the one producing its material conditions. Typical cases are cited when the economic activity is not determined by the price of the item produced by it, but, rather, by the social identity of the person producing it.
To the psychology of economic rationality. In: Understanding economic behavior. 12th Annual Colloquium of IAREP, the International Association for Research in Economic Psychology. Handelhoejskolen I Aarhus. 1987. Vol. I. 29-41.
Argues for the impossibility of deriving rationality criteria from substantially given human needs. Instead, it proposes a Lewin-type formal approach to the structure of human activity whose ends, whatever they are, become quasi-need and determine the value of other objects becoming means or barriers, depending on their position in that field. For the specifically human activity taking into consideration a further factor structuring the field is proposed: taboos. Thus, the formal rationality criterion is: gaining ends in spite of barriers that are surmounted by means got in spite of taboos.
The Bureaucratic State Governed by an Illegal Movement: Soviet-Type societies and Bolshevik-Type Parties. Political Psychology. 10:1. 1991. 165—179.
Soviet type societies evolve the universe of their ideological appearances in relation not to matter as in a capitalist society (according to Marx: reification) but to persons. Traditional Marxian criticism of such an ideology claims persons in Soviet type societies to be but personifications of positions in a bureaucratic structure. The paper argues that the organizing principle of these societies is not bureaucracy but charisma originated from 20th century’s radical anti-bureaucratic mass movements. The social power that is set not to the positions persons occupy but to persons directly gets provided in those societies' structures not only to a charismatic leader but to the whole headquarter, the whole party as a van of the revolutionary movement and even the whole revolutionary movement. The paper analyzes the paradoxical structure of that collective charisma: the person gets (and loses) his glamour that is independent from his office by being invested with (and, resp., dismissed from) it just like with (from) an office. Democratic centralism is described as the principle of such a paradoxical organization where the «Centrum» gets its social power by being put in its charisma by a «Demos» being put in its one by that social power. The connection of such a paradoxical structure with the mass-production of social relations is analyzed.
The paradoxes of the Bolshevik-type psycho-social structure in economy
The keynote paper opening the international conference of the Gorbachev Foundation (Moscow, 1993) «Origins of the persistence of Bolshevik-type totalitarian structures»
Identity Economics: An Alternative Economic Psychology. Tas Editor, 2006. 294 pp. [In Hungarian]:
A theory about a second modernization that has imposed upon the socio-economic system the necessity of manufacturing (and not only exploiting) human (and not only material) conditions of its functioning, about these manufactured conditions analyzed in terms of human capital. The theory makes a distinction between two kinds of psychologic phenomena turned into economic factors: technical dispositions of mastering things' attributes and social dispositions of mastering persons' relations. It states that unlike the material production depending only on technical attributes of both producing and produced factors, the modern human production is determined also by the factors' social relations. These are conceptualized in terms of the economic agents' social identity that is considered as the main psychological mediator of economic processes: it determines who from among the agents of an economic activity turn out to be its principals.
Reconsidering Identity Economics — Human Well-Being and Governance. New York: Palgrave Macmillan. 2017.
Social identity approached by a non-classical psychology. Object oriented activity and historically generated social identity. A calculating device for mediating between the behavioral economics and identity economics. The real mediation in socio-economic systems of a second modernization. The Bolshevik-type system and the post-Bolshevik so-called capitalism.